# Morio Shigematsu
Morio Shigematsu (né le 21 juin 1940) est un athlète japonais, spécialiste des courses de fond. 

## Biographie
Le 12 juin 1965, lors du Polytechnic Marathon à Londres, il établit une nouvelle meilleure performance mondiale sur marathon en parcourant la distance en 2 h 12 min 0 s.
En 1965, il remporte le Marathon de Boston.